# Martín Azpilicueta

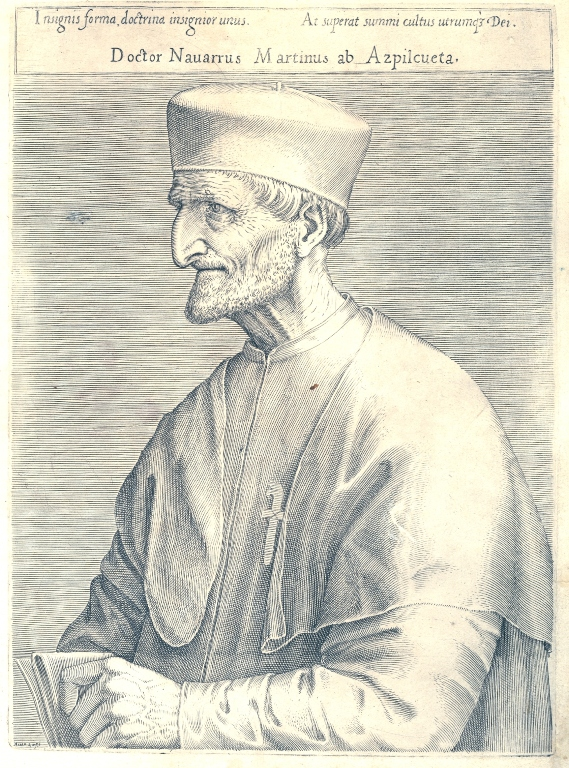
Martín Azpilicueta.

Martín de Azpilcueta Jaureguízar (baskiska: Martin Azpilkueta Jauregizar), född 13 december 1492 i Barásoain, Kungariket Navarra, död 21 juni 1586 i Rom, var en spansk teolog, ekonom och filosof med baskisk härkomst. Han var en av de första att utveckla teorin om monetarism. Azpilcueta tillhörde den spanska senskolastiken, även benämnd Salamancaskolan. Från 1520-talet var han medlem av augustinerkorherrarnas orden (Canonicorum Regularium Sancti Augustini Confederati, C.R.S.A.). Han är begravd i kyrkan Sant'Antonio dei Portoghesi i Rom.